# Seleção Montenegrina de Voleibol Feminino
A seleção montenegrina de voleibol feminino é uma equipe europeia composta pelas melhores jogadoras de voleibol de Montenegro. A equipe é mantida pela Federação Montenegrina de Voleibol (Odbojkaški savez Crne Gore). Encontra-se na 73ª posição no ranking mundial da FIVB segundo dados de 6 de outubro de 2015.